# 源口水库
源口水库是中国浙江省金华市武义县境内的一座水库，位于金华江支流孰溪上，建于1974年。水库正常库容为2110万立方米，集雨面积为112平方千米，海拔为205米。